# Барашки (Псковская область)
Барашки — деревня в Островском районе Псковской области. Входит в состав Островской волости.
Расположена на автодороге А116 (участок Остров —  Порхов), в 15 км к северо-востоку от центра города Остров.
| 2001 | 2002 | 2010 |
| ---- | ---- | ---- |
| 6    | ↘5   | ↘3   |

## История
Деревня до апреля 2015 года входила в состав ныне упразднённой Волковской волости района.